# ダンドリくん
『ダンドリくん』は、泉昌之による日本の漫画。『漫画アクション』（双葉社）にて1990年から1991年にかけて連載。作者にとっては初の週刊連載作品でもある。

## 概要
主人公・ダンドリくんが日常である起床や出勤、食事から旅行や引っ越しなど様々な事柄に対してダンドリ良く生活しようとする姿が描かれている。

## 登場人物
ダンドリくん
本作の主人公。本名は「段取 良夫」。金沢出身の25歳。
あらゆる物事に対していかに段取り良くこなせるかを常に考えているが、大抵様々な事情でうまくいかないことが多い。
学生時代は私立仙川工業大学の旅行研究会に所属していた。
水野ミドリに惚れており時々一緒に出かけたりするが、まだ付き合っているという段階ではない。
初期はサラリーマンだったが、後に漫画家志望のフリーターという設定に。また、豪快さんとの初対面時の自己紹介では駆け出しの漫画家と名乗っていた。
豪快さん
本名は「大文字 虎男」。名前通り豪快な性格をしている。
ダンドリくんの細かい段取りを一笑に付すなどダンドリくんにとってライバル的存在であるが、一方で気の合う場面もある。
同作者の『豪快さんだっ!』の主人公。
ビンボリくん
ダンドリくんの友人。本名は「新堀 大吉」。
両親から受け継いだ貧乏性な性格をしており、様々な物を捨てられずに取っておいている。
ダンドリくん同様、学生時代は私立仙川工業大学の旅行研究会に所属していた。
トイレットペーパーの包み紙をコレクションしている。
一度、ダンドリくんがアフリカに行っている間に主人公を務めた事がある。
ズボライモ
仙川工業大学の旅行研究会時代からのダンドリくんの知り合い。
無神経かつズボラな性格をしており、ダンドリくんとは相性が悪い。
ホンゴー
仙川工業大学の旅行研究会時代からのダンドリくんの知り合い。
金がない癖にいつもカッコつけている。
見た目は渋くハードボイルド風なため、女性から好意を持たれる事があるが、どこか抜けている。
同作者を代表するキャラクターであり、他作品にも多く登場している。
カイグリくん
仙川工業大学の旅行研究会時代からのダンドリくんの知り合い。
体は小さいが、人が良く、なにかあると自分から進んで行おうとする。
大学卒業後は漫画家の中友勝一のプロダクションでアシスタントをしており、ダンドリくんに手伝いのアルバイトを依頼する事もある。
ニドデマくん
仙川工業大学の旅行研究会時代からのダンドリくんの知り合い。
要領が悪く何をするにも二度手間になってしまう事があり、引っ越しの時はそれで苦労してダンドリくんに責められた。
水野 ミドリ
23歳の女性でダンドリくんの恋の相手。
見た目は子供っぽくスタイルも良くないが、性格がサッパリしていていつも明るいため、男性陣から人気があった。
学生時代は荻窪女子大学の短大に通っており、そこでの交流会をきっかけにダンドリくん達と知り合う。
福島出身で一度は帰郷したが、妹の大学進学を機に再び上京する。
ダンドリくんからの好意には気付いていない鈍感な一面を見せる。
水野 美奈代
19歳の女性でミドリの妹。
ミドリには似ても似つかないスタイルの良い美女。本人曰く「姉は母似、私は父親似」との事。
姉のミドリに比べてしっかりしてツッコむ事も多いが、小学生や中学生の頃はおっちょこちょいなエピソードもあり、ミドリにバラされた時は恥ずかしがっていた。
ホンゴーに対して好意を抱いていたような節も。
中友 勝一
有名漫画家で自らのプロダクションを構えている。
ダンドリくんは高校生の頃から彼の大ファン。
漫画だけでなく、アニメ制作も手掛けており、彼が作ったSFアニメ映画「アララ」は漫画ファン以外からも高い評価を受けて大ヒットした。
新作映画「ジャングル帝王オレ」の制作のためアフリカに取材に行く事になり、ダンドリくんもロケハンスタッフのアルバイトとして付いていく事に。
ダンドリくんの父親
金沢に住んでおり、見た目はダンドリくんそっくり。
ダンドリくん同様段取りにこだわっているが、ダンドリくんが好物を最後に食べる派なのに対し、好物を最初に食べるなどそのこだわりは全くの別物。
ダンドリくんが小学生の頃は日常生活に役立つ道具を色々発明していたが、中には失敗作も。
マスター
ダンドリくんが一時期アルバイトをしていた喫茶店のマスター。60歳を過ぎている。
普段は厳しくダンドリくんに対して怒声を飛ばす事もあるが、食事をご馳走してくれるなどの優しい一面もある。
夢を持って生きている人を見ると力が湧いてくるとの事で、ダンドリくんが漫画家になる夢を応援している。

## 書誌情報
- 『ダンドリくん』（全4巻）
  1. 1990年1月5日発行 ISBN 978-4-575-93183-9
  2. 1990年11月30日発行 ISBN 978-4-575-93223-2
  3. 1991年1月発行 ISBN 978-4-575-93240-9
  4. 1991年4月28日発行 ISBN 978-4-575-93251-5
- 『ダンドリくんスペシャル』　2012年12月19日発行　ISBN 978-4-537-15964-6

4巻の中から一部エピソードを抜粋し1冊にまとめたもの。巻末には「帰ってきたダンドリくん97」を収録。

## オリジナルビデオ
『ダンドリくん 実写版』1992年3月4日、東芝EMIよりリリース。短編7作品からなるオムニバス形式。ダンドリくんは着ぐるみでの出演。本作が飯島直子のデビュー作となっている。

### 作品
「花粉」
- アレルギー性鼻炎の男・バン - 斉木しげる
- エミ - 豊丸
- バーテンダー - 伊藤与太郎
- 筒井真理子（声の出演）

「酔っぱらいのさん」
- 居酒屋で愚痴を言う男・スズキ - ビートキヨシ

「愛とか誠とか」
- サチオ - 西田康人
- サチオと勝負する男 - 田中雅和
- アキコ - 寺尾友美

「ダンドリ対談」
- 久住昌之
- 泉晴紀

「くらしのダンドリ」
- バナナで滑って転ぶ女 - 吉田由美
- 岡部美和（声の出演）
- スタッフ一同

「自転車泥棒」
- 自転車泥棒の男 - 加藤善博
- 巡査 - 加藤賢崇
- 泥棒の妻・レイコ - 浅野愛子

「ダンドリくん」
- ミドリ - 飯島直子
- 長野宏一（ダンドリくんの中身）
- 中村大樹（ダンドリくんの声）

### スタッフ
- 撮影・演出：吉野達哉
- 撮影：須賀隆、山田昭雄
- 撮影・ステディカム：大野譲司
- 照明技師：ピカリッツ・アテノビッチ（ジ・アイランプス）
- プロデューサー補：福島一郎（M＆F）
- 助監督：雨宮真五、山口博樹
- 録音：クリストファー・ナグラ
- 撮影協力：広中康人
- VE：岩田明彦
- 美術製作：福田秋雄（GEPPETTO!）
- 美術助手：椋梨浩之（GEPPETTO!）
- 撮影機材：パフォーマンスオフィス ブラック
- スタイリング/ヘア＆メイク：イイツカトヨコ（ボディワークス）、福山浩（ボディワークス）
- スチール：前田タケシ
- 制作車両：谷口昇
- 制作デスク：柿崎美穂子
- CG制作：イメージリンク
- 劇中イラスト：久住昌之
- タイトルロゴ：日下潤一
- 選曲・効果：神保大介（スクラブプロダクション）
- 編集：水野治幸（コスモスタジオ）、綴木将人（コスモスタジオ）
- MA：松本能紀（スリーエススタジオ）
- 音楽：キットカットクラブ、カサイケン（花粉ギター）、リック・スタインバーガー（in L.A.）
- 協力：吉野屋本舗、若葉不動産、雅叙園観光ホテル、松永ファミリー、ニッカバ－ヴィクトリア、綺譚社、81PRODUCE
- 企画：光山征児（東芝EMI・TMファクトリー）、小椋事務所
- プロデューサー：小椋悟
- 監督：岩浪美和
- 制作・著作：東芝EMI株式会社

### テーマ曲
- ダンドリくんのテーマ

作詞・作曲：久住昌之 / 歌と演奏：サカモト01とモダンヒップ